# 2019年世界水泳選手権ブータン選手団
2019年世界水泳選手権ブータン選手団は、2019年7月12日から7月28日まで韓国の光州で開催された第18回世界水泳選手権のブータン選手団、およびその競技結果。今大会、ブータンは世界水泳選手権初参加となった。

## 選手団
- 人員: 選手 2人

## 選手名簿・結果
| 選手               | 種目                 | 予選      | 予選  | 準決勝   | 準決勝   | 決勝     | 決勝     |
| 選手               | 種目                 | 結果      | 順位  | 結果     | 順位     | 結果     | 順位     |
| ------------------ | -------------------- | --------- | ----- | -------- | -------- | -------- | -------- |
| サンガイ・テンジン | 男子50m自由形        | 29秒49    | 125位 | 予選敗退 | 予選敗退 | 予選敗退 | 予選敗退 |
| サンガイ・テンジン | 男子100m自由形       | 1分07秒28 | 120位 | 予選敗退 | 予選敗退 | 予選敗退 | 予選敗退 |
| キンレイ・レンダプ | 男子50mバタフライ    | 34秒21    | 93位  | 予選敗退 | 予選敗退 | 予選敗退 | 予選敗退 |
| キンレイ・レンダプ | 男子200m個人メドレー | 3分00秒53 | 51位  | 予選敗退 | 予選敗退 | 予選敗退 | 予選敗退 |